# Lluentor superficial
La lluentor o brillantor superficial és un concepte utilitzat en astronomia per descriure la lluentor aparent d'objectes astronòmics extensos, com galàxies o nebuloses. Generalment la magnitud aparent d'un objecte indica la seva lluminositat en conjunt. Si, per exemple, una galàxia té magnitud 12,5, vol dir que es veu la mateixa quantitat total de llum de la galàxia la que es veuria en una estrella de la mateixa magnitud. No obstant això, mentre que les estrelles són tan petites que es poden considerar un punt en la part major de les observacions, una galàxia o nebulosa pot estendre's per diversos segons d'arc (segons d'arc) o minuts d'arc. És per això que amb la mateixa magnitud una galàxia és més difícil d'observar que una estrella, ja que la lluentor de la galàxia es distribueix en una àrea més gran. La lluentor superficial indica la facilitat d'observació d'un objecte.

## Càlcul
La lluentor superficial se sol mesurar en magnituds per segons d'arc quadrats. Com que la magnitud és logarítmica, el càlcul de la lluentor superficial no pot fer-se simplement dividint la magnitud entre l'àrea. En comptes d'això, per a un Objecte de magnitud m que s'estén per una àrea de A segons d'arc quadrats, la lluentor superficial S vindria donada per:
{\displaystyle S=m+2,5\cdot \log _{10}A\,\!}
La lluentor superficial és constant amb la distància de lluminositat. Per a objectes propers, la distància de lluminositat és a la distància física de l'objecte. El flux radiatiu d'un objecte proper decreix amb el quadrat de la distància a l'objecte. D'altra banda, l'àrea física que correspon a un angle sòlid donat que augmenta amb el quadrat d'aquesta mateixa distància. Això resulta en una cancel·lació mútua de la dependència d'ambdós paràmetres en la distància, el que converteix la lluentor superficial en una constant.

## Relació entre unitats
La lluentor superficial en unitats de magnituds es relaciona amb la lluentor superficial en unitats de lluminositats solars a Través de 
{\displaystyle S(\mathrm {mag} /\mathrm {arcsec} ^{2})=M_{V,\odot }+21,57-2.5\log S(L_{\odot }/\mathrm {pc} ^{2}),}
amb {\displaystyle M_{V,\odot }} la magnitud absoluta del Sol a la banda visible, {\displaystyle S(\mathrm {mag} /\mathrm {arcsec} ^{2})} La lluentor superficial en unitats de magnitud per segon d'arc quadrat i {\displaystyle S(L_{\odot }/\mathrm {pc} ^{2})} el mateix, donat en unitats de lluminositats solars per Parsec quadrat.